# SIGTTOU
В POSIX-системах, SIGTTOU — сигнал, посылаемый фоновой задаче при попытке вывода на управляющий терминал.
SIGTTOU — целочисленная константа, определенная в заголовочном файле signal.h. Символьные имена сигналов используются вместо номеров, так как в разных реализациях номера сигналов могут различаться.

## Этимология
SIG — общий префикс сигналов (от англ. signal), TT — сокращенное написание англ. TTY (teletypewriter) — телетайп (телетайпы были первыми компьютерными терминалами), OU — сокращенное написание англ. output — вывод.

## Использование
SIGTTOU может быть послан фоновому процессу, при попытке вывода на управляющий терминал. Обычно этот сигнал применяется в управлении задачами шелла Unix. Демоны Unix не имеют управляющих терминалов (демон закрывает файловые дескприпторы stdin, stdout, stderr при запуске).
При получении сигнала, задача приостанавливается до получения SIGCONT, посылаемого при переводе программы с фона на передний план командой fg.